# En målares önskan

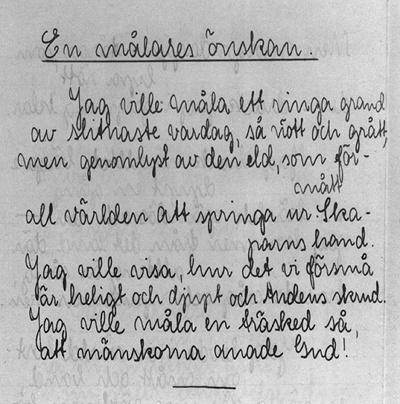
En målares önskan, handskriven av Karin Boye själv.

En målares önskan, "Jag ville måla ett ringa grand", är en dikt av Karin Boye ur diktsamlingen Moln från 1922. 
Den åttaradiga, enstrofiga diktens ärende sammanfattas väl i de sista radernas välkända formulering: "Jag ville måla en träsked så, att mänskorna anade Gud!"